# شیگفومی موری
شیگفومی موری (انگلیسی: Shigefumi Mori؛ زادهٔ ۲۳ فوریهٔ ۱۹۵۱) دانشمند در زمینه هندسه جبری اهل ژاپن است.
وی همچنین برندهٔ جوایزی همچون مدال فیلدز شده‌است.